# Notoacmea corrodenda
Notoacmea corrodenda is een slakkensoort uit de familie van de Lottiidae. De wetenschappelijke naam van de soort is voor het eerst geldig gepubliceerd in 1920 door May.